# Традиційна жіноча вишиванка

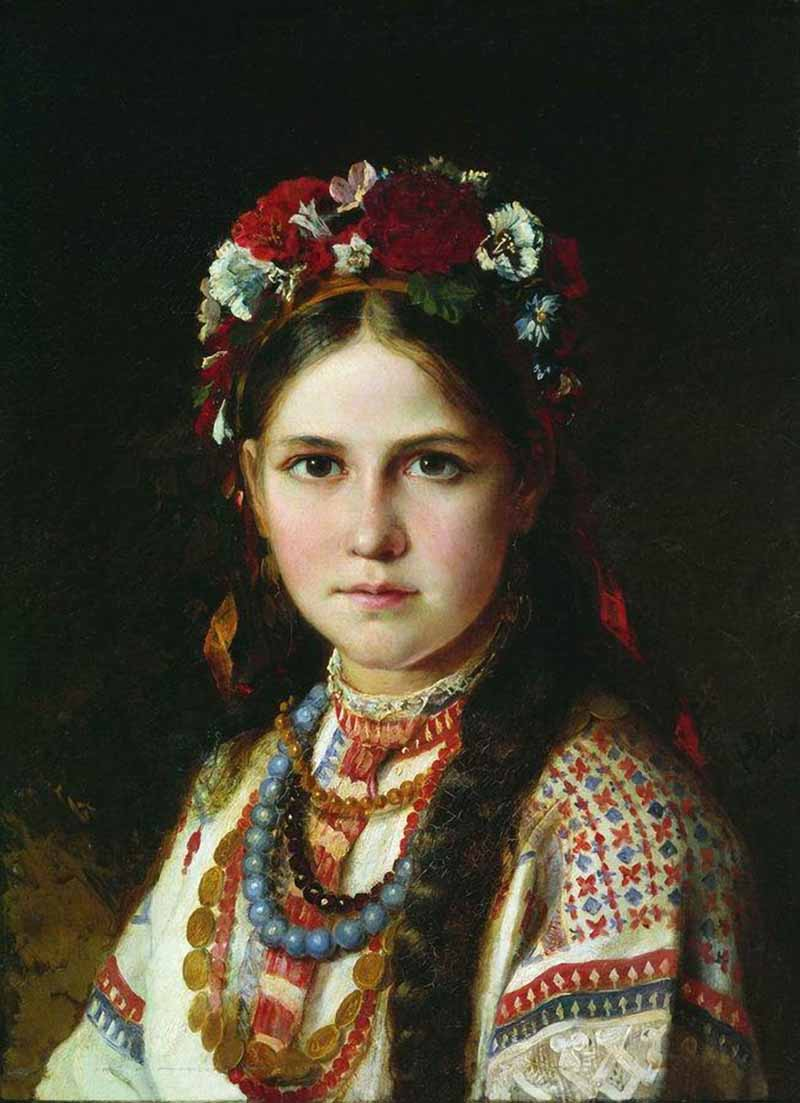

Сорочка — натільна частина одягу, яка була традиційного білого кольору та вишита.

## Типи сорочок
Сорочки зі зборами, поділялися на сорочки уставкові і безуставкові. Уставкові сорочки в свою чергу поділялися на сорочки з суцільнокроєною уставкою і окремою уставкою. Рукав з уставкою міг бути пришитим по підтканню (перпендикулярно) або до основи (паралельно) станку.
Жіночі вишиванки були трьох типів: Сорочка з вставками, сорочки з суцільними рукавами та сорочки «хлоп'янки». Носили сорочки завжди підперезаними з напуском на пояс. В сорочках Лівобережжя пазуха не вишивалася.
Рукави жіночих сорочок були або довгими або на 7/8 довжини. В дівчат з вищих козацьких верств рукави були з серпанку. Міщанки та вищі верстви населення носили низький округлий виріз. Спочатку жіночі сорочки були без коміра, а пізніше почали носити з низьким комірцем (2-3см). Сорочки з коміром носили переважно на Волині та на півночі. В 16. ст. до рукавів сорочок з суцільними рукавами почали пришивати шлярки, шириною 3-5 см або згодом чохлі-манжети.
Вишивали сорочки біля коміра, на вставках, на краях рукавів. Узор був у вигляді поперечних смуг. Жіночі сорочки були прикрашені вишивкою більше ніж чоловічі, також і більш різноманітними техніками шиття. Дуже часто застосовувалися мережки та лиштва. Досить часто шви зшивалися кольоровими нитками, також кольоровими нитками обшивали кантом комір і іноді краї рукавів.
Сорочки до плахти або запаски були довгі, а сорочки до спідниці були коротшими. Подол сорочки повинен був визирати з-під плахти чи обгортки на 10 см.

## Сорочка зі вставками

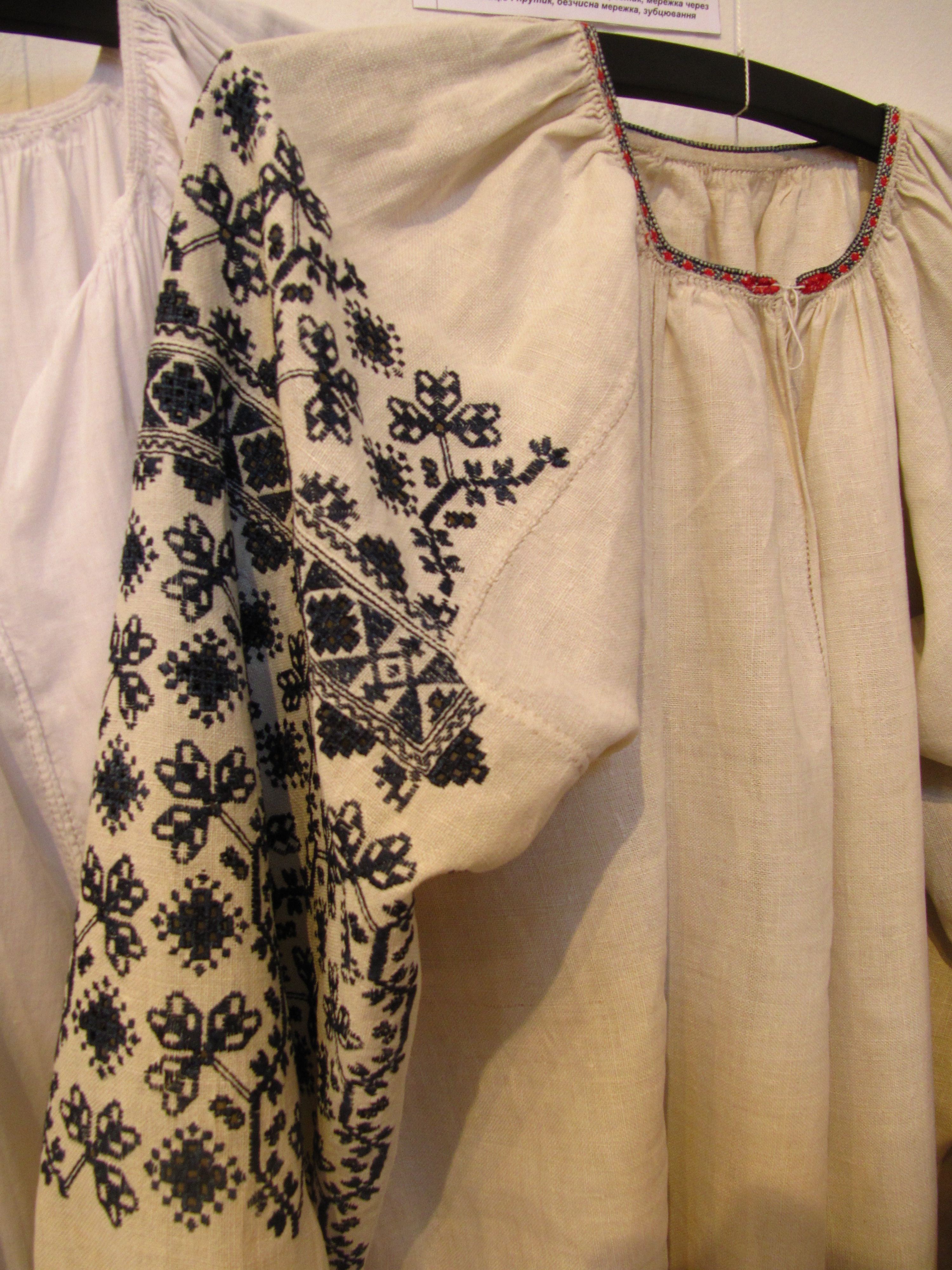

Зборки утворювали біля шиї, при збиранні самої вставки або в місці пришивання рукава до вставки. Комір такої сорочки обробляли вузькою обшивкою, під яку збирали зборки з двома повітряними петлями крізь в які протягували стрічку. Пазушний розріз в таких сорочках був глибший і досягав 15 см. Рукави до станка пришивалися під прямим кутом по підтканню. Вишивалися в основному полики, рукава і подол. Інколи вставки в таких сорочках пришивалися по зрізаних кутах станка. Широкі рукави в сорочках зі вставками в верхній частині призбирувались. Рукави таких сорочок кроїлися дещо скошеними до низу і були в півтори пілки.

## Сорочка з суцільними рукавами

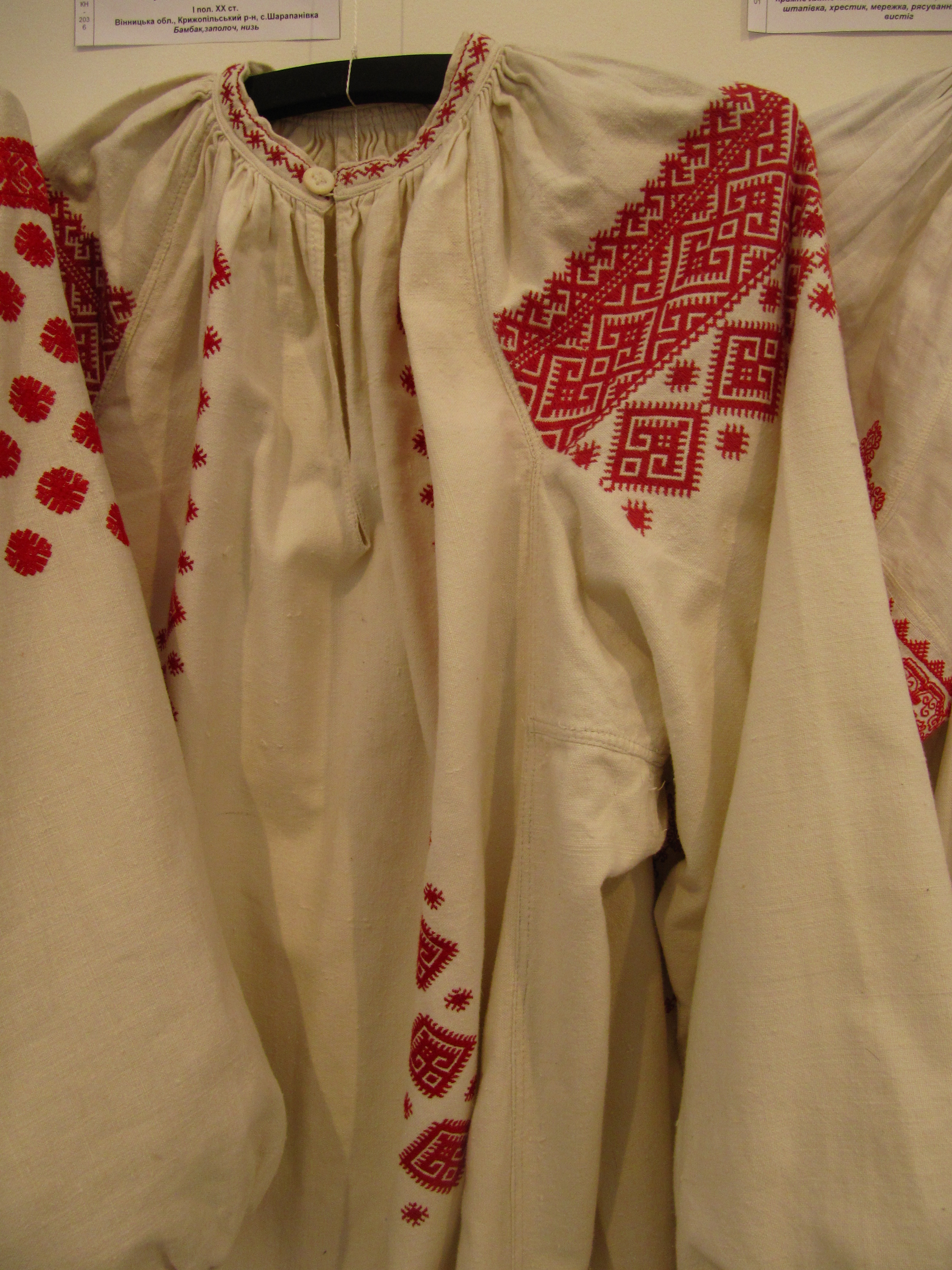
1 половина 20 ст., с. Шарапанівка

У такій сорочці рукави пришивалися до передньої та задньої пілок аж до самого коміра, де вони утворювали бічні краї горловини. Такі сорочки стягувалися шнурком або стрічкою, утворюючи зборки і зав'язувалися цим же шнурком. Рукави пришивалися паралельно до станка сорочки по основі. В таких сорочках окрім коміра, рукавів та чохлів, вишивалися погрудки.

## Сорочка «хлоп'янка»
Сорочку такого типу носили на кожний день. Цей тип сорочки мало відрізнявся від чоловічої сорочки пошитої вперекидку. Такі сорочки були в новіші часи поширені на Буковині та Закарпатті. Полотно на таку сорочку перегинали вдвоє і зверху розрізали виріз на шию та ще одним на пазуху. Пазуху зарублювали і обводили вузькою вишивкою. Виріз на шию викінчували обшивкою до якої пришивали дві повітряні петлі. З боків пришивали на пів полотна два клини. На плечиках у місці пришиття рукавів до сорочки вишивалася вузька смуга. Рукава такої сорочки вишивалися однією поздовжньою смугою або однією ширшою і двома вузькими по боках. Вишивалися у такій сорочці також по дві поздовжні смуги на грудях та на крижах. Інколи також такі сорочки вишивали внизу рукава та внизу сорочки (на подолку). Рукави в сорочках цього типу на Буковині були відкриті, а в гуцулів завжди стягнені. Гуцульські сорочки-хлоп'янки прикрашались лише на плечиках однобарвними смугами.

## Регіональні особливості сорочок
Полтавська жіноча сорочка була переважно уставкового типу та мала великий шийний викот. Вузька лямівка навколо викоту, чохли та пазуха не вишивалися. Широкі рукава полтавської сорочки мали тридільну вишивку (полик, підопліччя, та сам рукав) і пришивались до устави дрібними зборками-пухликами. До кін. 19 ст. такі сорочки вишивали лляними нитками — білими, сировими або підфарбованими корою. Внизу сорочки були вишиті лиштвою.
Київська сорочка мала стоячий комір. Та в сер. 19 ст. крім лляної нитки (вирізування, мережка, гладь) як на Полтавщині, вишивалася також і заполоччю (бавовняною червоною та синьою ниткою). Пізніше червоною, чорною, жовтою, білою ниткою в техніці набирування.
Жіночі сорочки на Поліссі шилися з сирового або напіввідбіленого полотна і оздоблювалися технікою ткання або швом затягуванкою, що повторював риси тканого орнаменту. Такі сорочки мали виложистий комір та були уставкового типу. Основним кольором оздоблення був червоний іноді незначно додавався синій.
Волинську сорочку шили навоскованими нитками. Комір та чохли в сорочках шилися стебкуванням на дві сторони. Збори горловини та рукава призбирували двічі і тоді пришивали комір та чохли. Жіночі сорочки відрізнялися від чоловічих довжиною та були вишиті на уставках, а часом комір та пазуха технікою заволоч, подвійним способом: з лицевої сторони та з вивороту.
Подільські сорочки мали суцільнокроєний рукав, який пришивали паралельно до станка. Зшивання частин сорочки проводили різноколірними розшивками. Подолки в сорочках не вишивалися. Вишивалися такі сорочки вовняними нитками, технікою низь.
Буковинські сорочки були шириною 1.40-1.60 см, такі сорочки складалися з трьох полотнищ, рідко з двох чи чотирьох. Вишивки плечиків становили 10-20 см. Під плечиком вишивалися морщинки шириною 10-15 см, вони вишивалися геометричним орнаментом і відрізнялися кольором та технікою вишивки від вишивки плечиків та вишивки рукавів. Морщиники вишивалися одним кольором, переважно жовтим, рідше зеленим, а також рідко чорним, синім, білим, сріблистим, червоним. Інколи морщинку обводили волічкою або нашивали посріблені чи позолочені лелітки. Сам рукав вишивали поздовжніми пасмами. Узор на всіх трьох пасмах міг бути однаковим або середнє пасмо домінувало і мало окремий узор а два бічні були вужчими і могли бути іншого узору. Середня смуга вишивалася у вигляді галузки, яка мала бокові відгалуження. На грудях та на крижах вишивали вузькі поздовжні пасма.

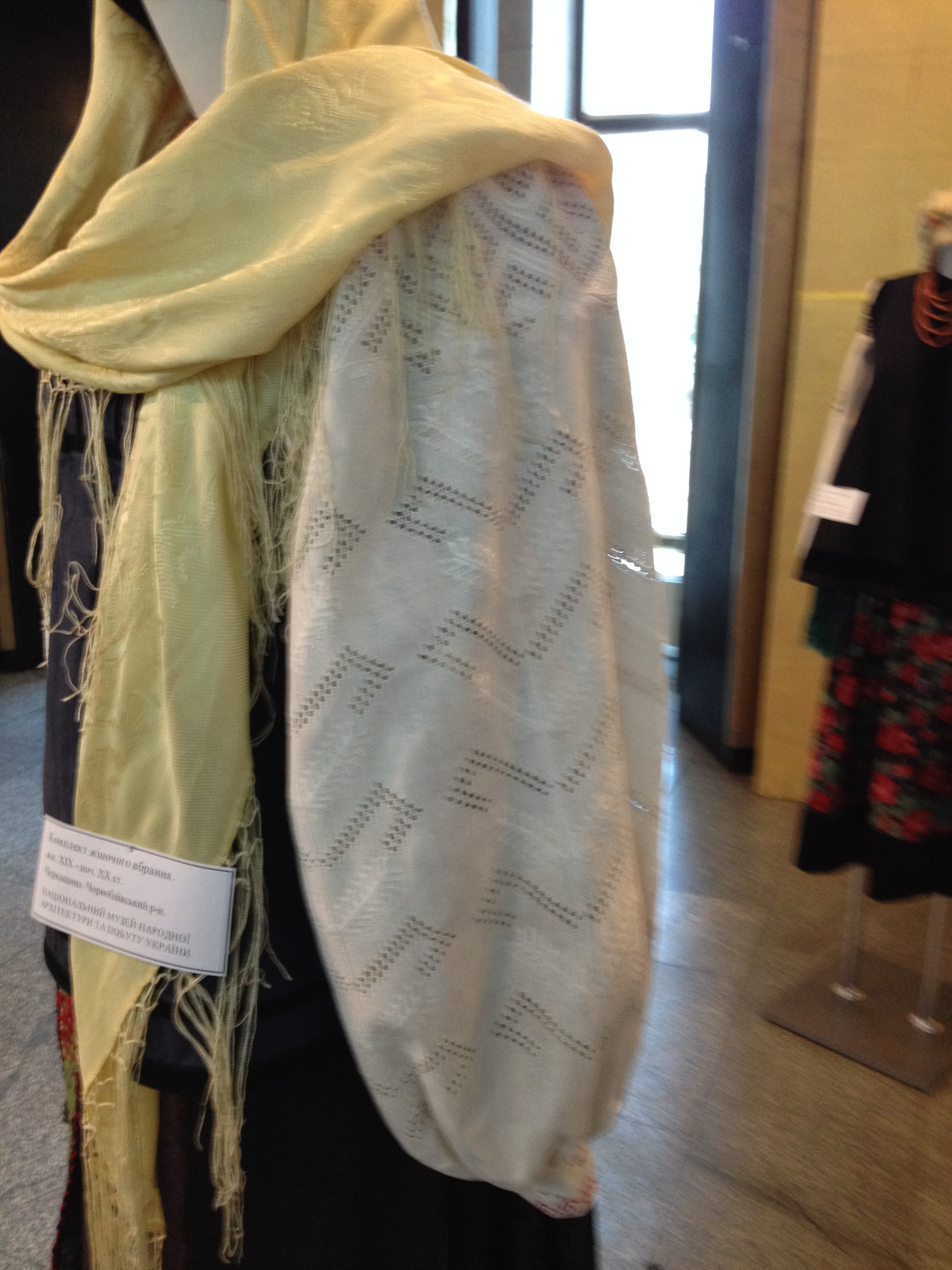
Черкаська сорочка
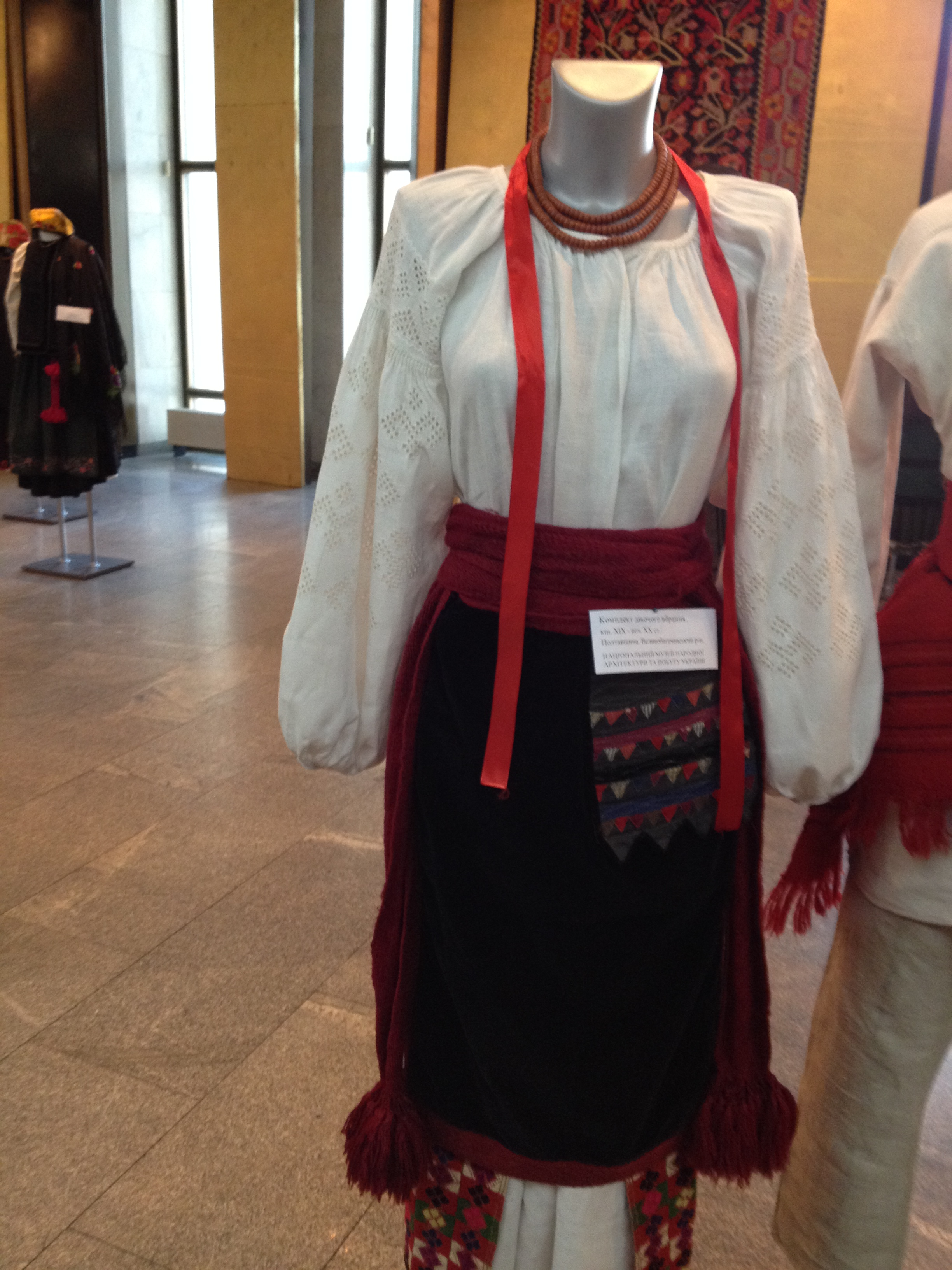
Полтавська сорочка
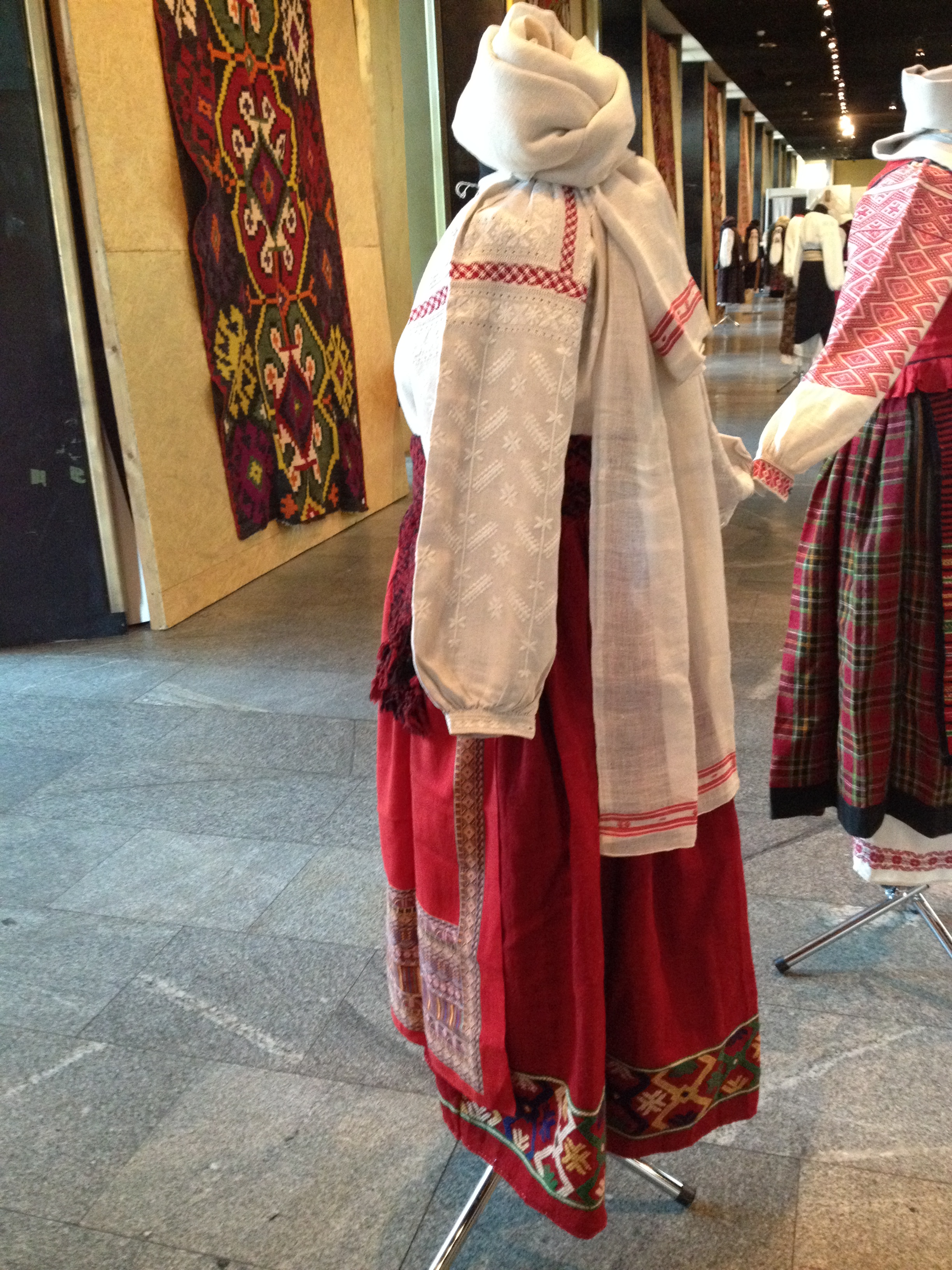
Чернігівське Полісся.
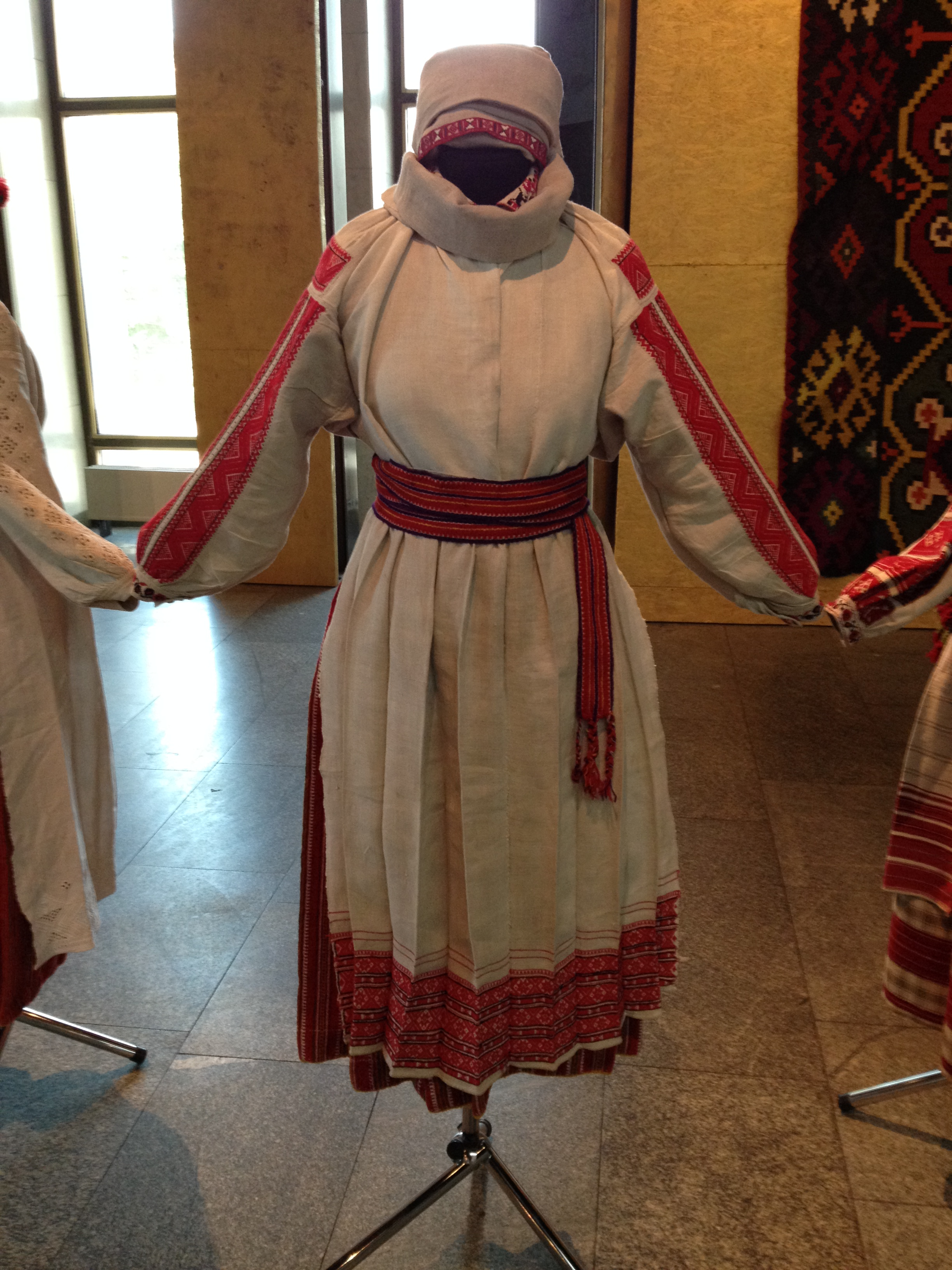
Поліський стрій
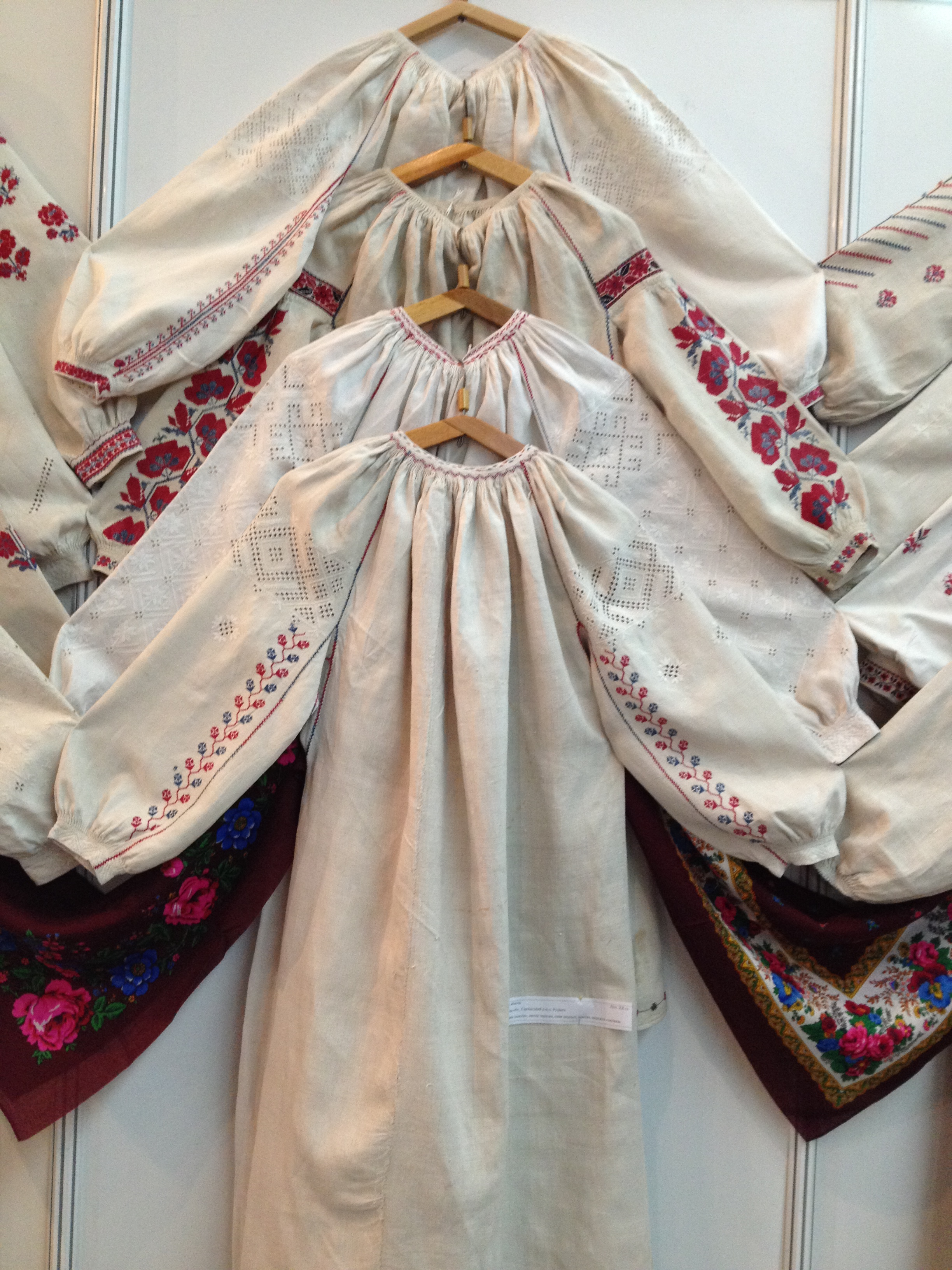
Жіночі сорочки Луганської об-ті
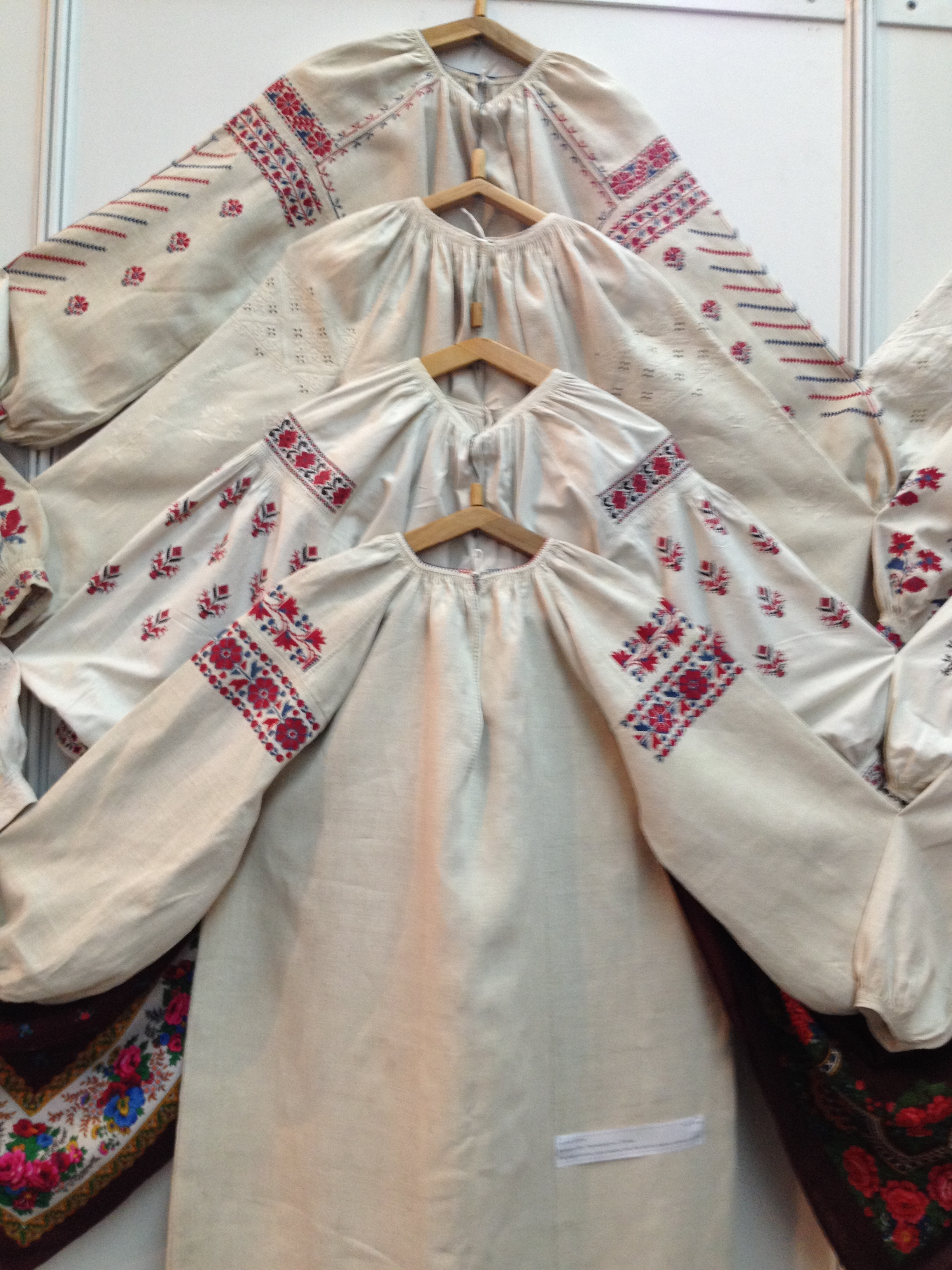
Жіночі сорочки Луганської об-ті
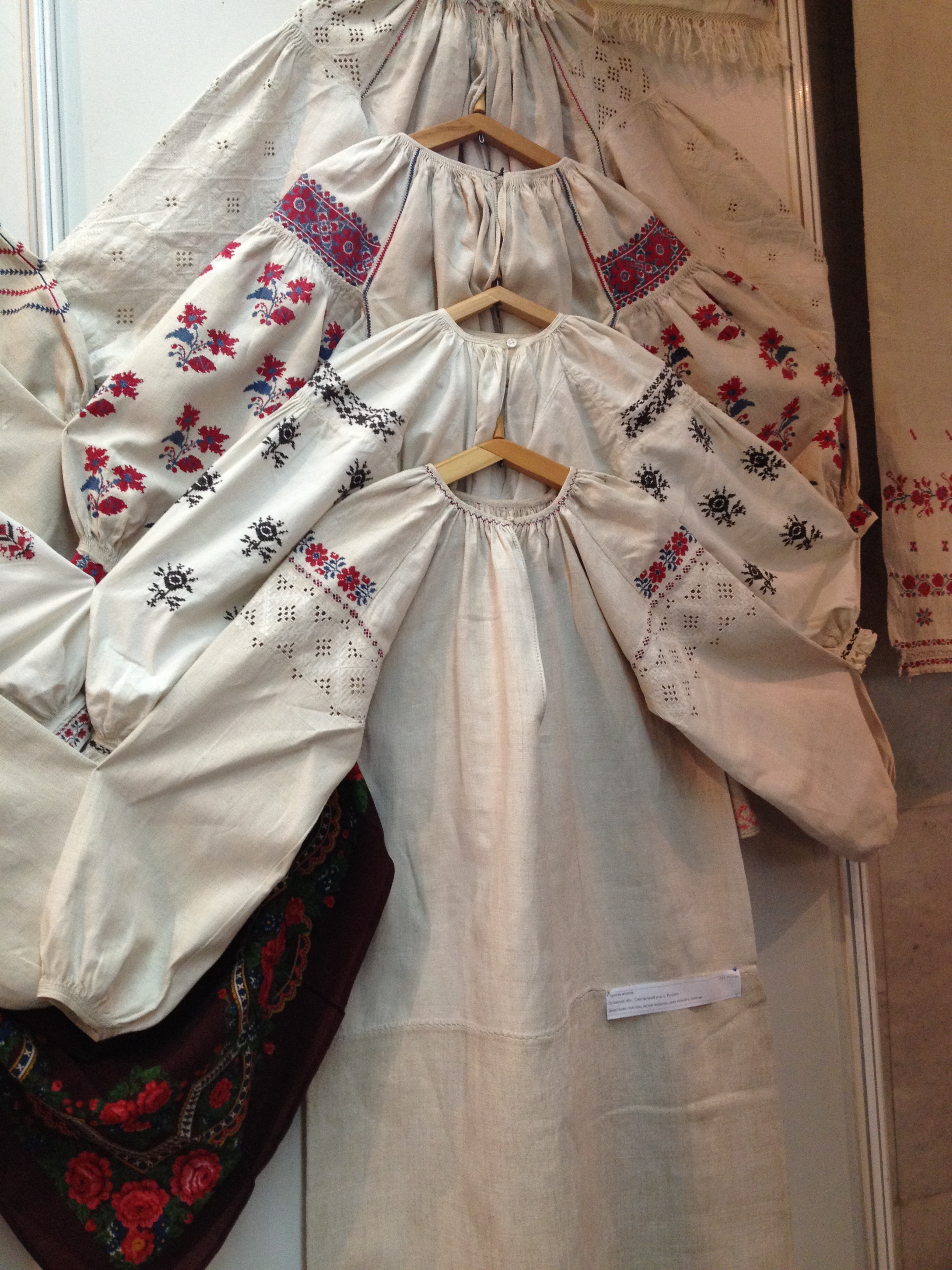
Жіночі сорочки Луганської об-ті
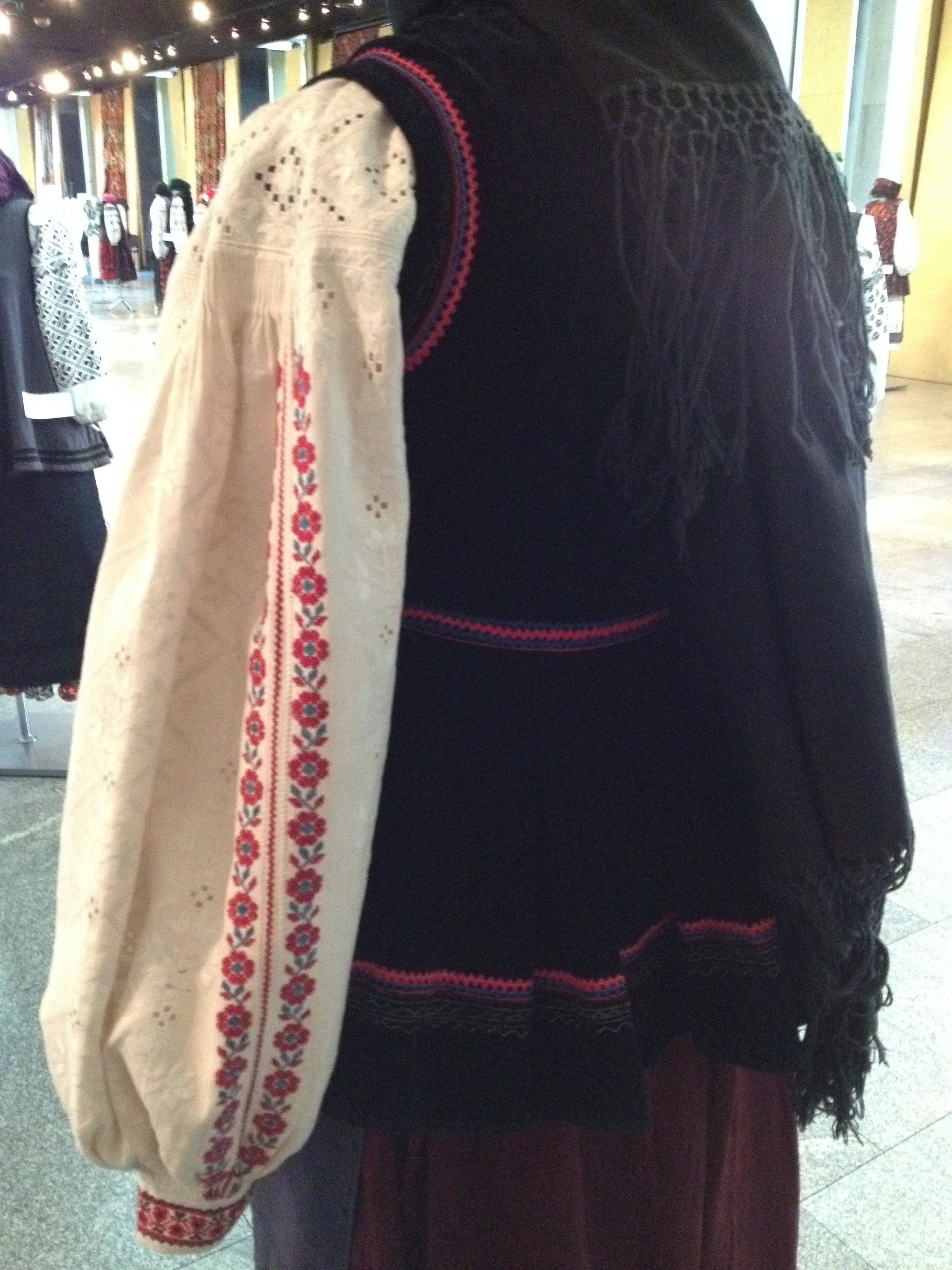
Жіноча сорочка Луганської об-ті
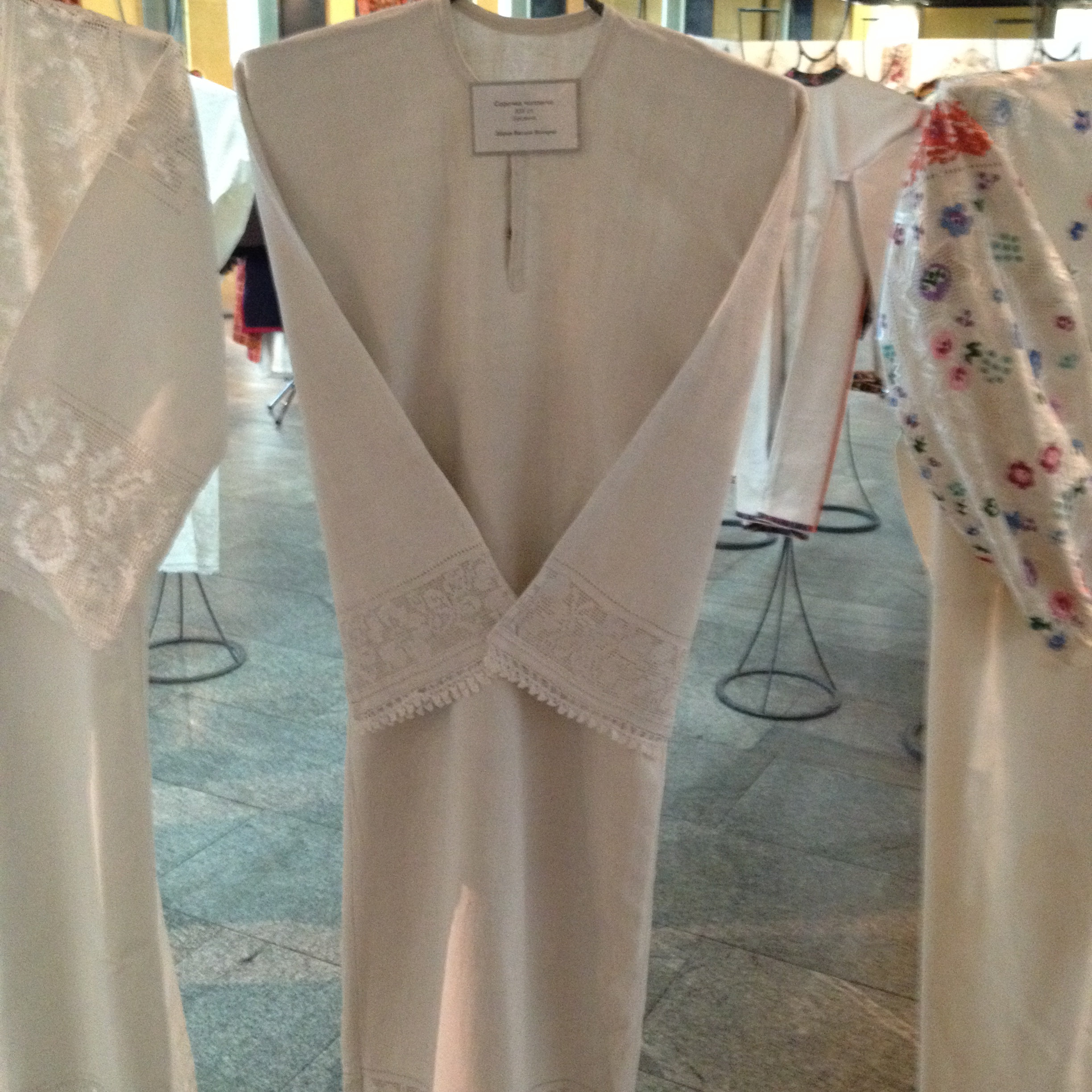
Буковинська сорочка
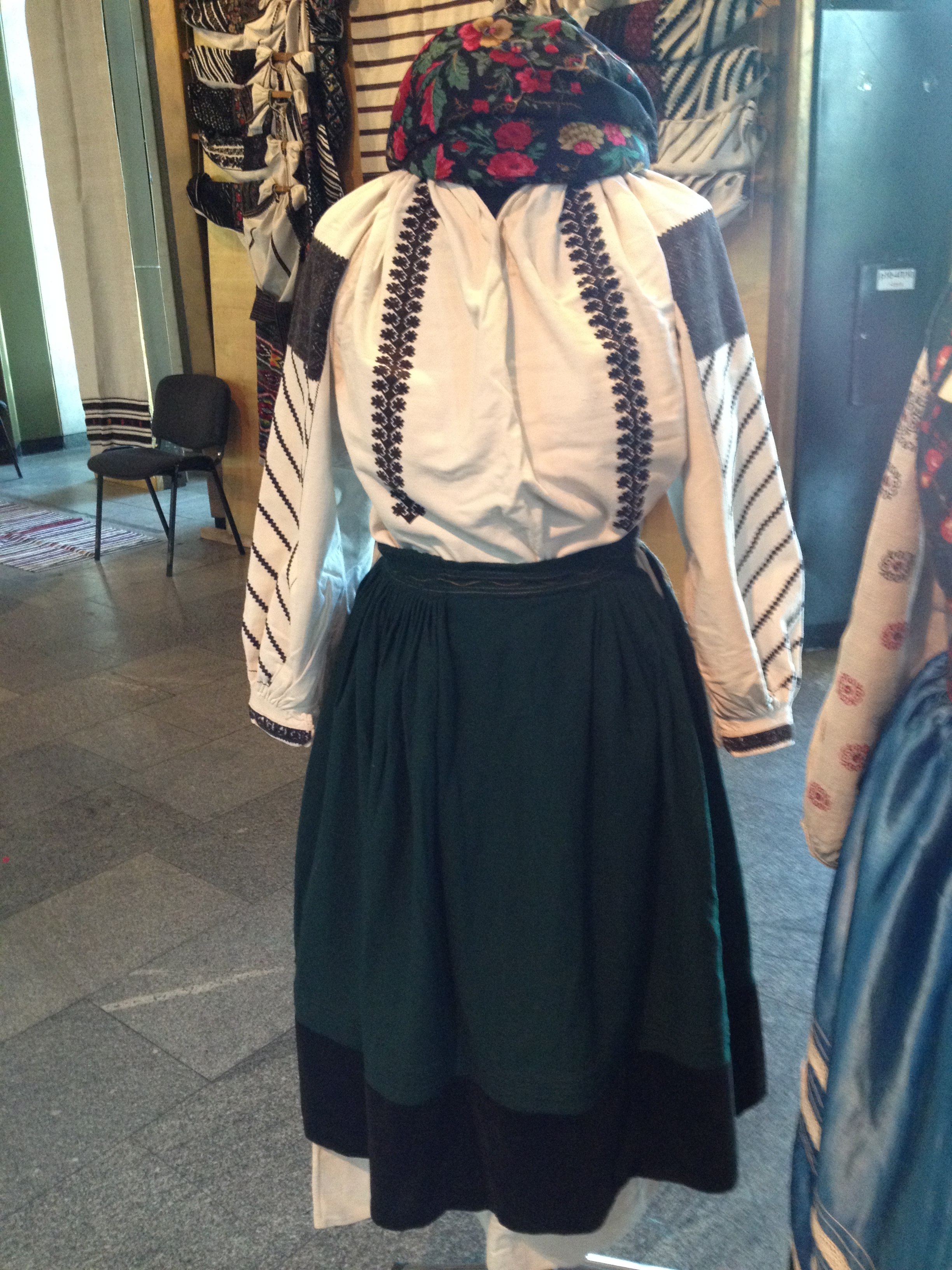
Подільський стрій

## Тканина
Шили сорочки з лляного або конопляного полотна білого кольору. Домашнє полотно було вузьке. Домоткане полотно українського виробництва було шириною 45-50 см. Традиційні жіночі сорочки шилися з трьох пілок і були шириною 135—150 см.

## Крій
Станок розрізали на дві частини, в передній частині викроювали виріз на шию та пазуху. Пазуху підрублювали рубцем з вистігом («позаголковим» швом). Вишиту вставку прикріплювали до обох частин станка. Ширші зморщені рукави пришивали до вставки подвійним вистігом. Низ рукава збирали на нитку і викінчували обшивкою або манжетом. Верхню частину станка збирали вище і ще раз нижче на нитку.

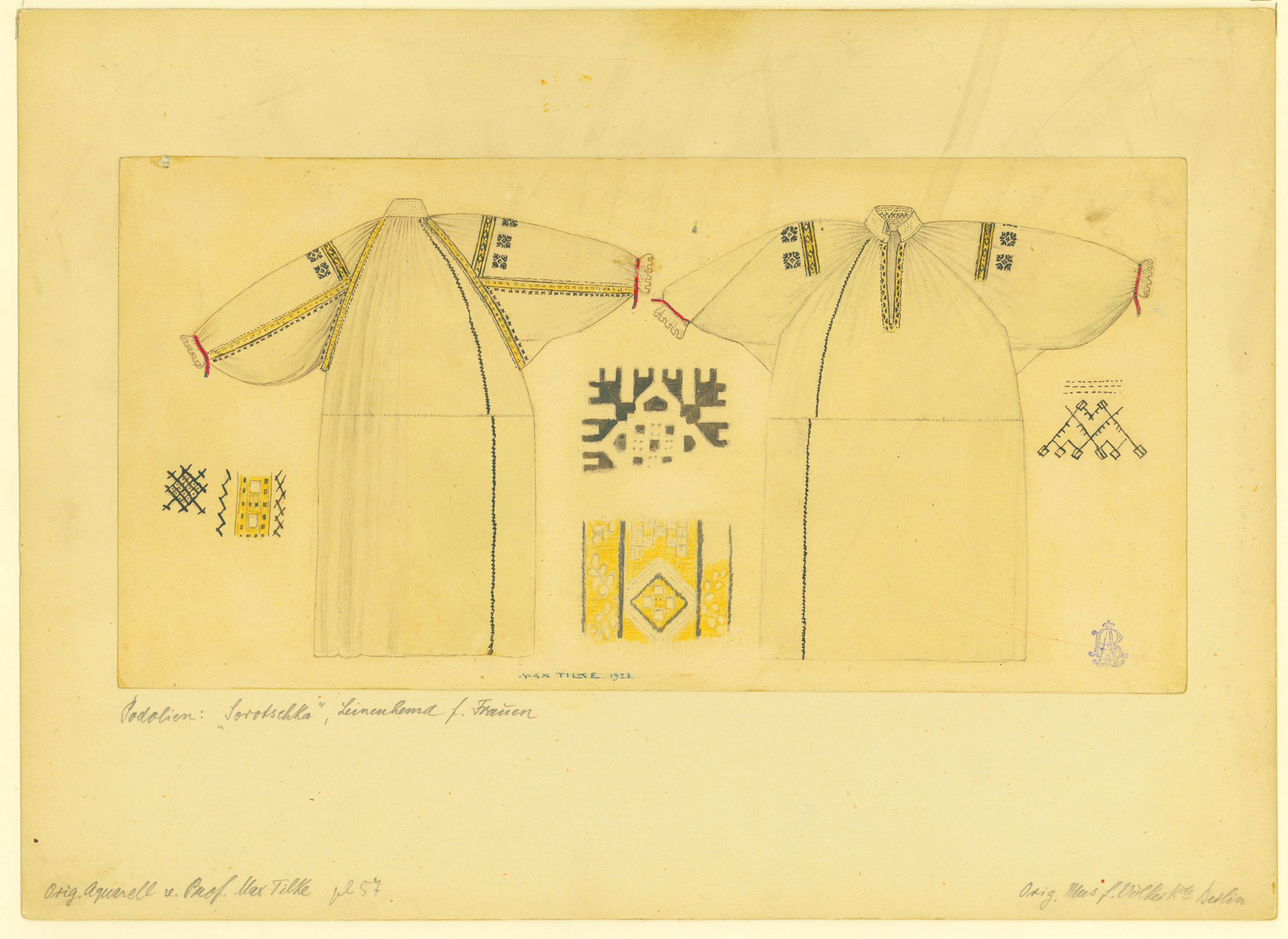
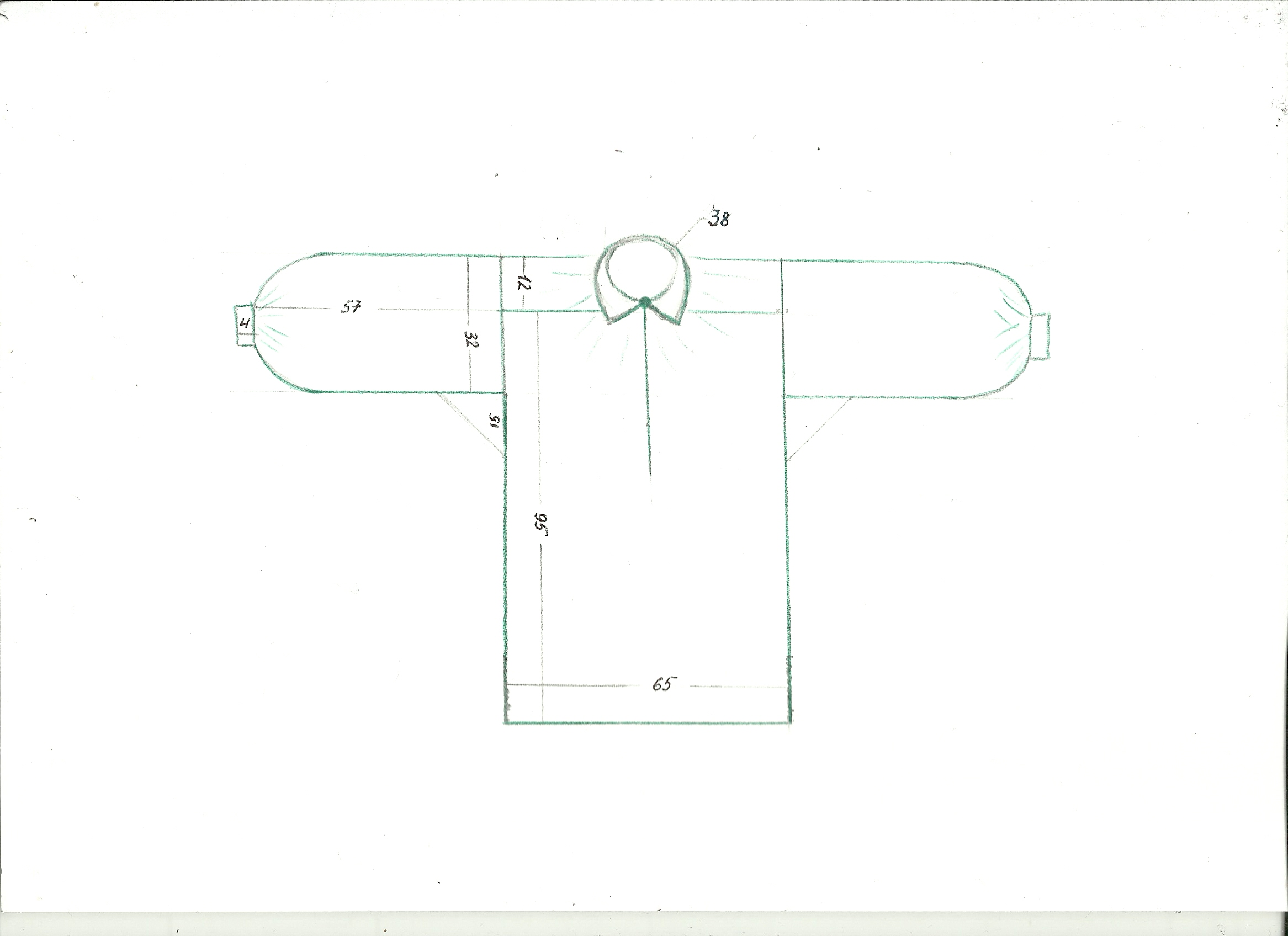